# La Candelaria, Chiapas
La Candelaria är en ort i Mexiko.   Den ligger i kommunen Ocozocoautla de Espinosa och delstaten Chiapas, i den sydöstra delen av landet, 700 km öster om huvudstaden Mexico City. La Candelaria ligger 815 meter över havet och antalet invånare är 194.
Terrängen runt La Candelaria är kuperad, och sluttar norrut. Runt La Candelaria är det ganska tätbefolkat, med 58 invånare per kvadratkilometer. Närmaste större samhälle är Ocozocoautla de Espinosa, 14,3 km söder om La Candelaria. I omgivningarna runt La Candelaria växer i huvudsak städsegrön lövskog.